# Musée de l'histoire d'Itokoku
Le Musée de l'histoire d'Itokoku (伊都国歴史博物館, Ito-koku Rekishi Hakubutsukan) situé à Itoshima, dans la Préfecture de Fukuoka, au Japon, a ouvert ses portes en 2004, prenant la suite du Musée historique Ito (伊都歴史資料館), construit en 1987. Le musée compte dans ses collections 19.500 objets trouvés lors des fouilles archéologiques dans la région. 
Une section du musée est consacrée au site archéologique de la période Yayoi, l'ensemble funéraire Hirabaru, un trésor national du Japon sur la liste du patrimoine culturel du Japon,,.

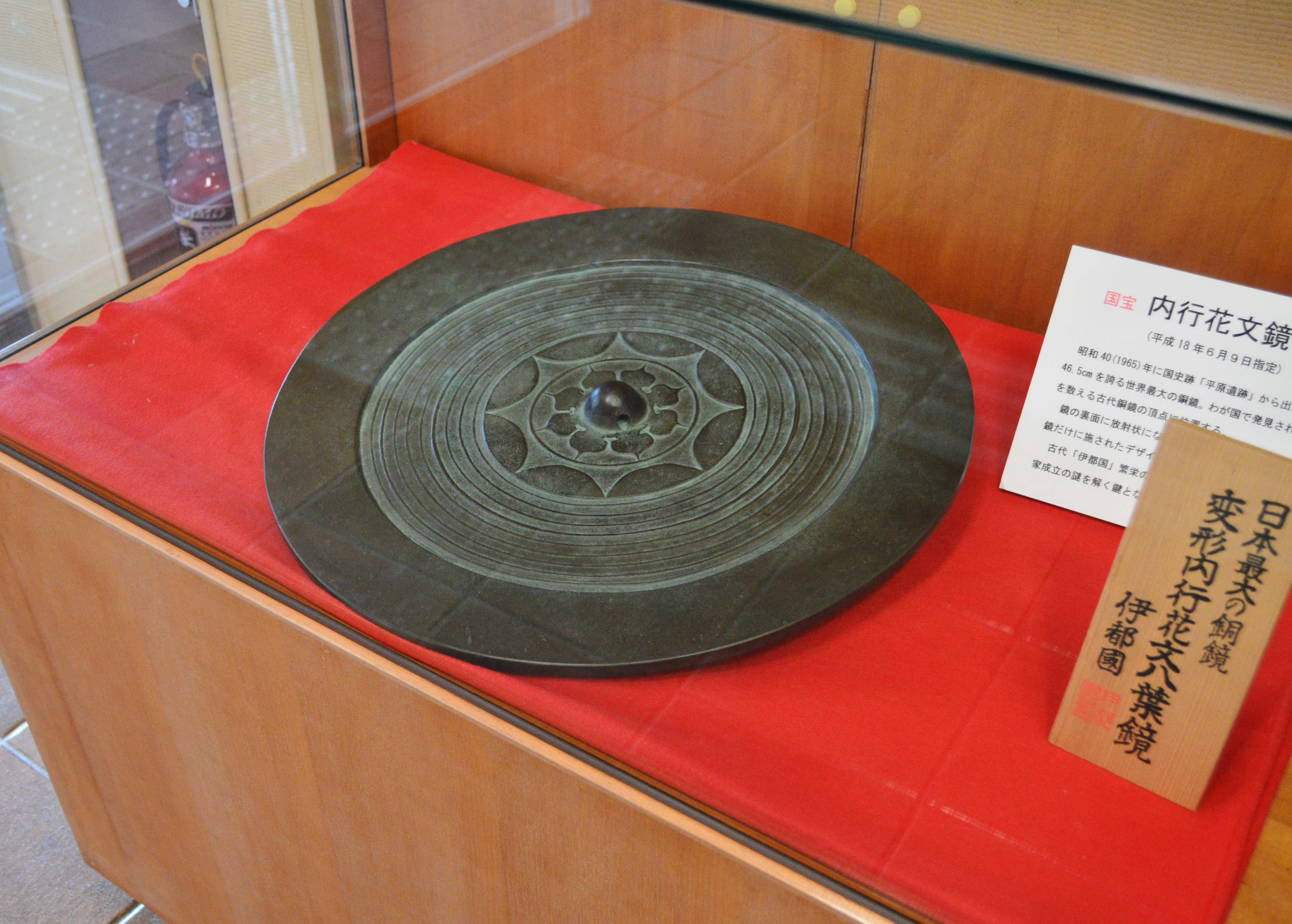
Miroir trouvé à Hirabaru et conservé au Musée de l'histoire d'Itokoku.